# Dominic Stricker
Dominic Stephan Stricker (n. 16 august 2002, Grosshöchstetten⁠(d), Berna, Elveția) este un jucător de tenis profesionist elvețian. Cea mai bună clasare a sa la simplu este locul 88 mondial, în octombrie 2023, iar la dublu, locul 161 mondial, în iunie 2022.

## Cariera de junior
Stricker a câștigat titlul la simplu băieți la French Open 2020, învingându-l în finală pe compatriotul său Leandro Riedi. De asemenea, a câștigat titlul la dublu băieți la Openul Franței 2020, făcând pereche cu Flavio Cobolli.